# Vol Iberia 602
Le 7 janvier 1972, une Sud-Aviation SE 210 Caravelle opérant le vol Iberia 602, un vol intérieur régulier qui a décollé de l'aéroport de Valence, en Espagne, à destination de l'aéroport d'Ibiza, dans les îles Baléares, s'est écrasé contre une montagne à proximité de l'aéroport, lors de la phase d'approche finale. Les 98 passagers et 6 membres d'équipage à bord sont morts dans l'accident.

## Avion et équipage
L'appareil impliqué est un Sud-Aviation SE 210 Caravelle VI-R, immatriculé EC-ATV, qui a volé pour la première fois le 25 juin 1963. Il a été livré à Iberia le 9 juillet de la même année.
Le vol 602 est composé du commandant de bord José Luis Ballester Sepúlveda (37 ans), qui totalise 7 000 heures de vol à son actif, ainsi que du copilote Jesús Montesinos Sánchez et du mécanicien navigant Vicente Rodríguez Mesa.

## Accident
Le vol 602 est un vol intérieur qui décolle de l'aéroport de Valence à destination d'Ibiza, dans les îles Baléares, avec 6 membres d'équipage et 98 passagers, dont la plupart sont des natifs de Valence qui retournent à Ibiza pour travailler après les vacances.
Vers 12h15, le commandant de bord de l'avion a contacté par radio le contrôle aérien de l'aéroport, demandant l'autorisation de descendre à 5 500 pieds (1 700 m).
L'avion entame son approche vers la piste 07 lorsqu'il est descendu en dessous de 2 000 pieds (610 m), sans que le commandant de bord ou le copilote ne remarque la descente excessive de l'appareil. Le vol 602 a finalement heurté le flanc d'une montagne, à environ 30 m du sommet. L'avion a été pulvérisé  lors de l'impact. Les 98 passagers et 6 membres d'équipage à bord ont tous été tués sur le coup.
Au moment de l'accident, la visibilité est d'environ 2 km, avec la présence de nuages à basse altitude signalés dans la zone de l'aéroport.

## Enquête
L'enquête a révélé que les pilotes n'ont pas réussi à maintenir l'altitude minimale de descente requise pour une approche à vue sur la piste 07, ce qui les à finalement amené à percuter le relief.